# Pedro Kemp
Pedro César Kemp Gonçalves (Presidente Prudente, 5 de maio de 1962) é um político brasileiro eleito deputado estadual de Mato Grosso do Sul pelo PT. É o 2º secretário da Assembleia Legislativa de Mato Grosso do Sul desde 2013. É filósofo e psicólogo.
Foi vereador de Campo Grande de 1997 a 1998, secretário estadual de educação de 1999 a 2001, e é deputado estadual desde 2002, quando assumiu no final do ano como suplente, sendo reeleito nas eleições seguintes. Atualmente está no sexto mandato.
É autor dos livros: "Reflexões Sobre a Religião Como Utopia e Esperança" (Edições Paulinas) e "Escola Alternativa - Paixão e Descaminho" (Editora da Universidade Federal de Mato Grosso do Sul).
É casado com Nancineide Cácia da Silva Gonçalves e é pai de Isabela Kemp Chacarosque Gonçalves e de Pedro Kemp Chacarosque Gonçalves.